# فريدريك راتزل

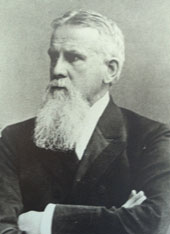
فريدريك راتزل

 فريدريك راتزل (بالألمانية: Friedrich Ratzel) عالم ألماني (1844 - 1904م) صاحب كتاب الجغرافية السياسية ويعتبر المؤسس الأول لعلم الجغرافيا الحديثة، درس راتزل في هايدلبرغ سنة 1868م علم الحيوان والجيولوجيا والتشريح، له كتابه جغرافية الإنسان، كتب عن العوامل التي تتحكم في توزيع الإنسان في الكرة الأرضية.

## راتزل في كتابه الجغرافيا السياسية
تأثر راتزل في كتابه الجغرافيا السياسية بنظرية التطور الطبيعي التي طرحها دارون وتقوم هذه النظرية على افتراض ان استمرار وبقاء الكائن الحي يتوقف على مدى قدرته على التكيف وان التكاثر هو دليل التكيف ومن هنا فان الكائنات الحية تكافح من اجل البقاء وهذه العملية وصفها داروين بالانتقاء الطبيعي أو بقاء الأصلح وقد زاد تاثر داروين بعد أن طرح عالم الاجتماع هربرت سبنسر تفسيره لهذه النظرية أو ما سُمي بالدروانية الاجتماعية ويقوم التفسير على افتراض ان هناك تشابها كبيرا بين المجتمعات الإنسانية والكائنات العضوية وان قوانين الانتقاء الطبيعي تحكم حياة هذه المجتمعات.
كذلك تأثر راتزل بفكرة الحتم البيئي التي تقول بان نشاط الإنسان يخضع لضوابط البيئة الطبيعية وقوانينها بما في ذلك النشاط السياسي للإنسان في ظل التكوين العلمي المتاثر بنظرية داروين والحتم البيئي صاغ راتزل نظريته والتي مفادها ان الدولة كائن مكاني حي يرتبط مصيره بالمجال الأرضي والدول من اجل البقاء لابد لها من توسيع هذا المجال حتما
ولو بالقوة وان لم تتوسع فستنهار كذلك وضع راتزل نظرية قلب الأرض.
اعتبر راتزل ان الدولة كائن حى ولذلك أثرت اسهاماته في في التوسع الاستعمارى لألمانيا على حساب الدول المجاورة باعتبارها مجالها الحيوي، وكان له أثر بعد ذلك في ظهور الجيوبوليتيك

## نظرية راتزل
في كتابه الجغرافيا السياسية والذي ظهر عام 1897 قدّم راتزل فكرته الكبرى، بأن الدولة كائن عضوي يكبر وتزداد احتياجاته باستمرار، وأن الحدود هي أشبه بجلد الكائن العضوي، والذي يجب أن يتمدد باستمرار مع نموه.

ولم يكن راتزل يتحدث من فراغ، فقد كانت ألمانيا حينها تموج بالنشاط الصناعي، وهي بحاجة للمواد الخام والأسواق، وبالتالي قدم راتزل نظريته لتكون في خدمة ألمانيا، فالحدود هنا ليست نهايات الدول، ولكنها محطة من محطات نمو الدولة، فكلما كبرت احتياجات الدولة حق لها أن تلتهم جيرانها لتواصل نموها.

والنظرية أعطت مبرراً للحراك النازي الكبير لاجتياح أوروبا، ورغم أن العالم استقر بعد الحرب العالمية الثانية نظرياً على ثبات الحدود وضرورة احترامها، ولكن علمياًبقيت الحدود سيالة، ولا زالت التغييرات الحدودية جارية في العالم، واستعيض عن فكرة الحدود المادية بفكرة الحدود الشفافة.

والحدود الشفافة تعني أن الدول تتدخل حيث توجد مصالحها، وأن سيادة الدول القانونية لا تعني سيادتها الفعلية، وبهذه الذريعة توجد القوى العظمة في كل العالم، بحجة حماية مصالحها، وتستطيع أن تتدخل في نزاع حدوجي، أو داخلي للدول الأقل حظاً.

### الحدود البيولوجية الشفافة
رغم أن القانون الدولي يتحدث عن الحدود الثابتة والمرسومة، ولكن الفعل السياسي على الأرض يختزن مفهومين نقيضين، وهما الحدود البيولوجية والحدود الشفافة.

### الحدود البيولوجية
فمفهوم الحدود البيولوجية والذي يُعرف بأنها متحركة، تعتمد على احتياجات الدولة، فإن كبرت وزادت احتياجاتها زادت من رقعتها على حساب الدول المحيطة، واقتطعت من أراضي الآخرين عبر أنواع الاحتلال الظاهر والمعروف. والذي تعرف الدول الواقعة تحته بالدول المحتلة، أو تحت الوصاية، أو تحت الانتداب، هذا المفهوم استبدل بمفهوم الحدود الشفافة.

### الحدود الشفافة
حدود الدول أصبحت ممتدة إلى حيث تقف مصالحها، وبالتالي فوجود الدول على أراضي دول أخرى بالترغيب أو بالترهيب، وفرض سياساتها وتحكمها في ملفات دول تبدو مستقلة في الشكل، حيثتظل الدول نظرياً كاملة السيادة ومستقلة، وهو بات أمراً مألوفاً، لننظر مثلاً إلى الحضور الأمريكي في ملف الجنوب السوداني، أو لننظر مثلاً لمناقشة الكونجرس الأمريكي لحقوق الإنسان أو المرأة في بعض الدول، أو حضور أمريكا في ملف التبت أو ميدان تيانان من الصيني في الصين، أو الحضور الفرنسي في تشاد، أو الحضور الصيني والأمريكي في الملف الكوري لنعرف معنى الحدود الشفافة.

## روابط خارجية
- فريدريك راتزل على موقع الموسوعة البريطانية (الإنجليزية)